# اریش آرنت
اریش آرنت (انگلیسی: Erich Arndt; ۲۶ اوت ۱۹۱۱ – ۶ مارس ۱۹۶۱) دوچرخه‌سوار اهل آلمان بود.